# Schützenverein
As Schützenverein (em português, Sociedade de atiradores) são, em países germânicos, associações voluntárias de tiro, tanto a nível olímpico quanto de armas históricas.
Historicamente, essas associações originaram-se na cidades autônomas medievais da Alemanha, como uma forma de organizações de autodefesas das cidades, em especial contra abusos dos senhores feudais, do poder real, bem como a proteção da cidade contra saqueadores e invasores.
Hoje em dia essas sociedades de tiro estão presentes com esse mesmo nome na Alemanha, Áustria, Tirol Meridional (Itália) e Suíça. Os membros praticam tiro esportivo com regras estritas, a maioria de acordo com as regras olímpicas, e a maior parte das armas utilizadas são rifles, pequenas pistolas, e bestas.
A organização dos "Schützenverein" na Alemanha é promovida pela "Deutscher Schützenbund", originalmente fundada em 1861 em Gotha e refundada após a Segunda Guerra Mundial, em 1951 na cidade de Frankfurt. Ela conta com cerca de  15.000 clubes e 1.500.000 de membros (Schützen), sendo assim, a terceira maior organização de esportes na Alemanha.
A origem da palavra "Schützen" significa "protetor" e está ligada às companhias de atiradores livres ("Schützenkompanien") existentes na Áustria (Tirol, Vorarlberg, Salzburgo), Itália (Trentino-Südtirol) e Alemanha (Bayern). Sua origem está no ano de 1511 com a organização de grupos paramilitares no Tirol pelo Imperador Maximiliano de Habsburgo. Durante as invasões napoleônicas contra o antigo Sacro Império Romano-Germânico, a população da região do Tirol pegou em armas através de uma rebelião popular liderada pelos atiradores livres ("Schützen"), cujo líder supremo foi Andreas Hofer.